# Ahualulco de Mercado
Ahualulco de Mercado är en ort i Mexiko.   Den ligger i kommunen Ahualulco de Mercado och delstaten Jalisco, i den centrala delen av landet, 500 km väster om huvudstaden Mexico City. Ahualulco de Mercado ligger 1 325 meter över havet och antalet invånare är 14 778.
Terrängen runt Ahualulco de Mercado är varierad. Runt Ahualulco de Mercado är det ganska tätbefolkat, med 65 invånare per kvadratkilometer. Närmaste större samhälle är Ameca, 18,7 km söder om Ahualulco de Mercado. Trakten runt Ahualulco de Mercado består till största delen av jordbruksmark.